# Angre (film)
Angre er en kortfilm instrueret af Oscar Wiedemann efter eget manuskript.

## Handling
Peter lever i en indremissionsk familie og springer ud som homoseksuel. Faren står tilbage med valget mellem menigheden og sønnen. Et valg der er afgørende for familiens fremtid.